# St. Laurentius (Oberwinter)

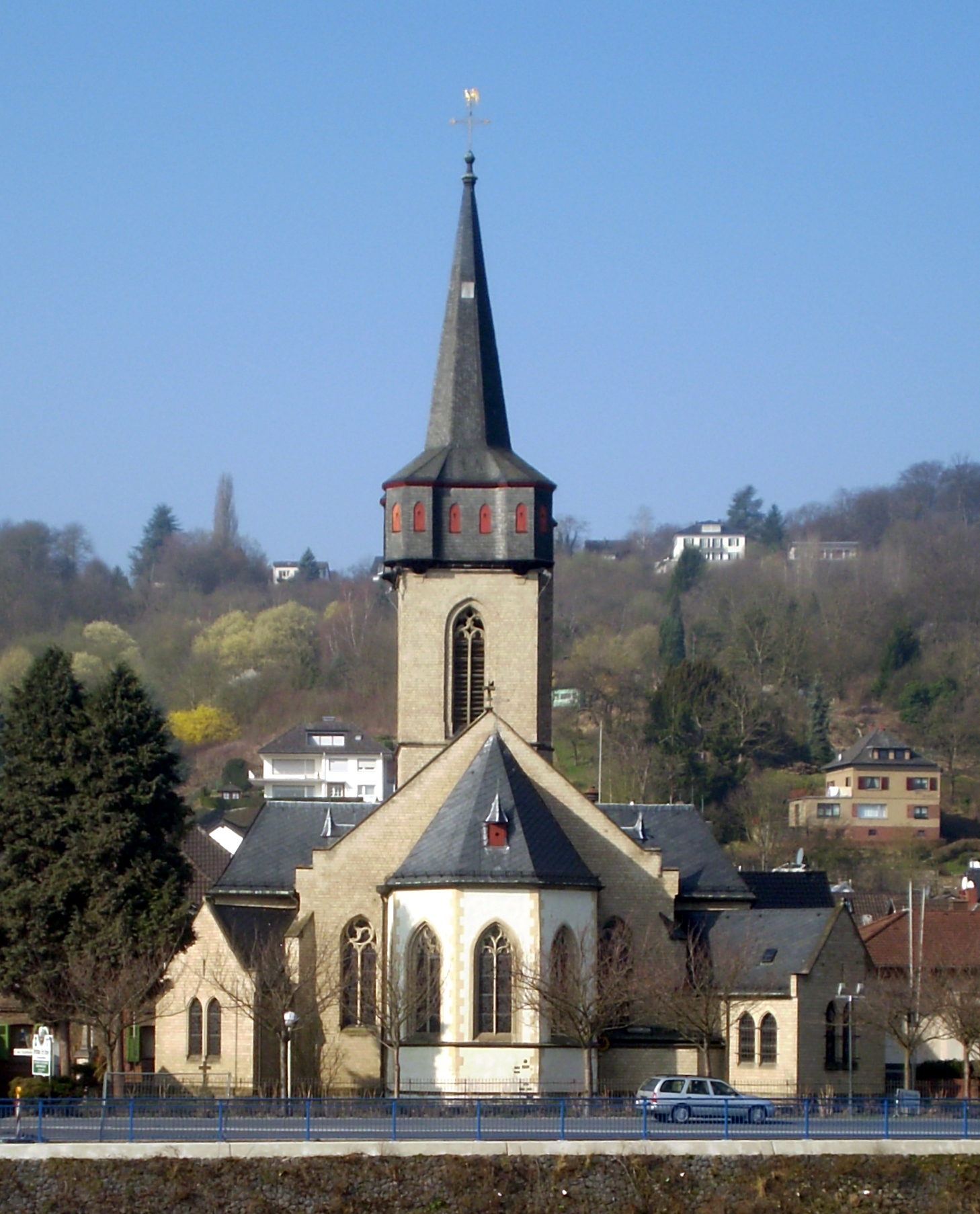
St. Laurentius

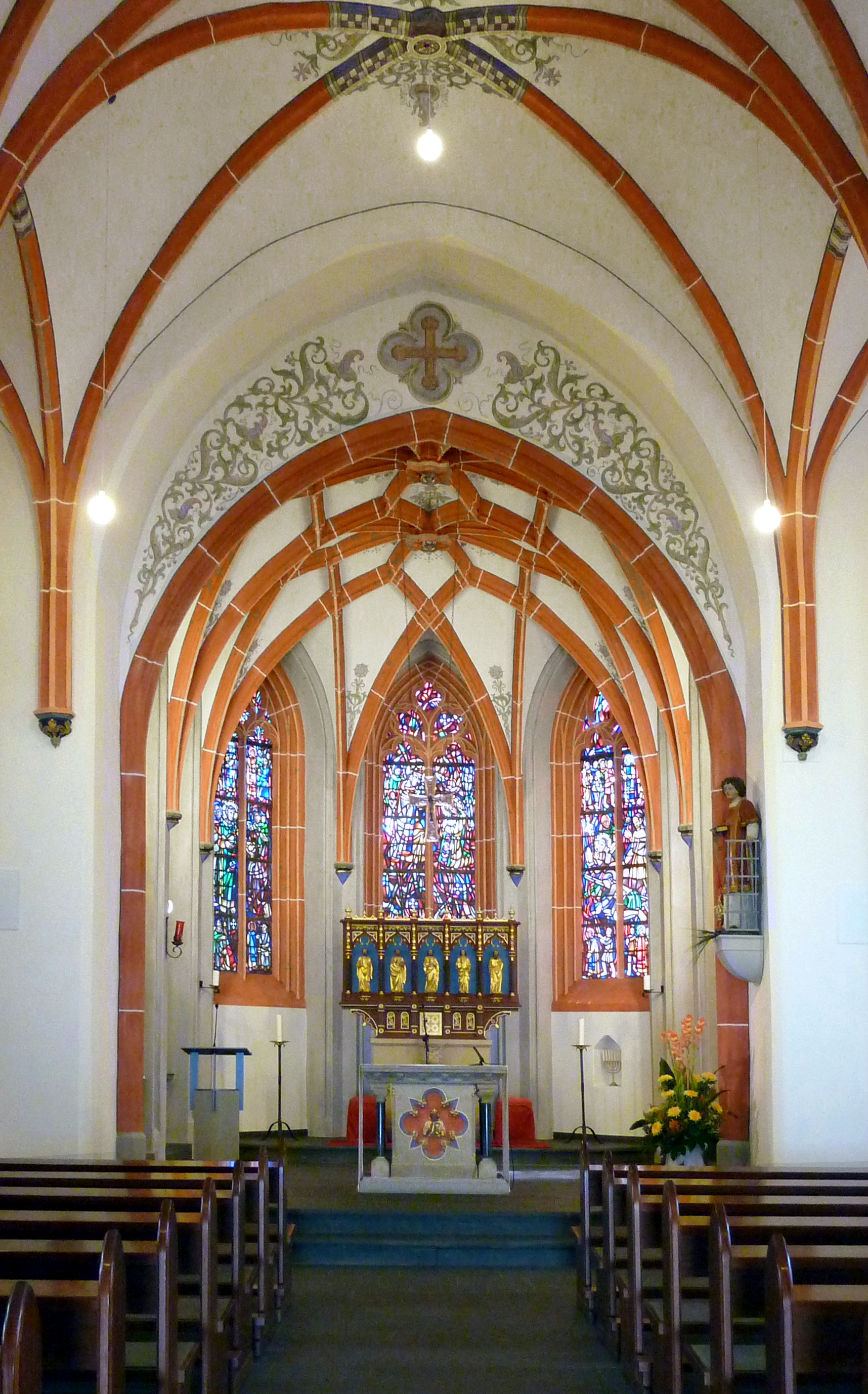
Kirchenschiff und Chor

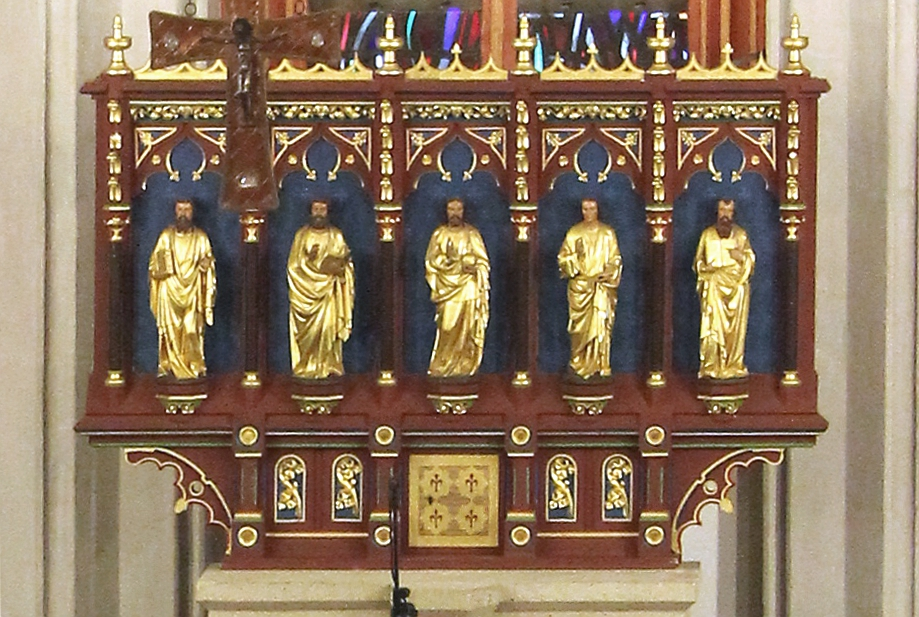
Retabel des Hochaltars

St. Laurentius ist eine römisch-katholische Pfarrkirche im Ortsteil Oberwinter der verbandsfreien Stadt Remagen im Landkreis Ahrweiler im Norden von Rheinland-Pfalz.

## Geschichte und Ausstattung

### Romanische und gotische Ursprünge
Die Laurentiuskirche in Oberwinter war ursprünglich eine romanische Landkirche aus dem 11. Jahrhundert und wurde 1131 erstmals nachweislich in einer Urkunde des Papstes Innozenz II. als Eigentum des Bonner Cassius-Stiftes erwähnt. Der polygonal gebrochene spätgotische Chor mit eingezogenen Strebepfeilern und einem Sterngewölbe aus doppelt gekehlten Rippen, die auf Konsolen ruhen, wurde um 1500 an die alte Kirche angebaut und ist als einziger und ältester Teil der Kirche bis heute erhalten. Die Schlusssteine im Chorgewölbe bilden zwei Halbfiguren, die Christus als Schmerzensmann und den Kirchenpatron Laurentius darstellen.
Der Taufstein aus Basaltlava, der noch heute genutzt wird, stammt aus dem frühen 13. Jahrhundert und steht in der Mitte der 1891 errichteten Taufkapelle. Er hat einen profilierten Rand mit Kehlleiste, unter dem ein Fries von sieben flachen romanischen Rundbögen unterschiedlicher Breite verläuft. Die Fußpunkte dieser Rundbögen enden in herunterhängenden stilisierten Lilien. Kunsthistoriker datieren den Taufstein um 1230. Er ist damit das älteste noch vorhandene Ausstattungsstück der Kirche.

### Teilabriss und neugotische Erweiterung
Die alte romanische Kirche musste in den Jahren 1865 und 1866 dem heutigen Kirchenbau weichen. Die beiden ungleichen alten Kirchenschiffe wurden abgebrochen. Architekt des im neogotischen Stil neu errichteten Gotteshauses war der Kirchenbaumeister Vincenz Statz, der ein neues Mittelschiff mit zwei Seitenschiffen an den alten Chor anbaute und diesen harmonisch in den Erweiterungsbau integrierte.
Gemäß der Liturgiereform des Zweiten Vatikanischen Konzils wurde der mit einem Steinrelief des Hohen Priesters Melchisedek versehene Hauptaltar vorgezogen. Am ursprünglichen Standort des Altars wurde ein aus dem Schnitzwerk der ehemaligen neugotischen Kanzel gefertigtes Retabel aufgestellt, das Christus und die vier Evangelisten zeigt
Das Sakramentshaus an der Nordseite des Chors wurde von dem derzeitigen Propst des Bonner Cassius-Stiftes, Johann Cholinus, gestiftet und stammt aus dem ersten Drittel des 17. Jahrhunderts. Zwei kleine mit Knorpelwerk verzierte Säulen stehen neben dem schmiedeeisernen Durchsteckgitter des Schreins. Eine Lamm-Gottes-Darstellung befindet sich in einer Kartusche oberhalb des Schreins.

### Neuerungen im 20. Jahrhundert

#### Glocken
Das Geläut aus vier Glocken, auf es, ges,  as und d gestimmt, wurde um 1950 errichtet.

#### Fenster
Ebenfalls aus den 1950er Jahren stammen die Kirchenfenster von Rudolf Schillings (1925–2003), welche die im Zweiten Weltkrieg zerstörten Fenster ersetzten. Ornamentfenster aus den Jahren 1952/1953 befinden sich auf der Orgelempore, im Seitenschiff, im Querschiff und im Chor. Das Fenster im Eingang zeigt den Heiligen Petrus. Weitere Fenster im Seitenschiff enthalten verschiedene Szenen aus dem Leben der heiligen Maria sowie des heiligen Josef. Die Chorfenster stellen Szenen aus dem Leben des heiligen Laurentius von Rom dar. In den Fenstern der Kapelle sieht man Engel sowie den heiligen Sebastian.

#### Orgel
Der Orgelbauer Simon schuf 1988 die mechanische Orgel mit 18 Registern.

#### Sonstige Neuerungen
Zu den weiteren moderneren Ausstattungsstücken gehören unter anderem noch eine in den 1980er Jahren erworbene Kreuzigungsgruppe über dem Altar des südlichen Seitenschiffes sowie eine als Mondsichelmadonna im gotischen Stil geschnitzte Marienstatue im nördlichen Seitenschiff.

## Denkmalschutz
Die Katholische Pfarrkirche St. Laurentius ist in der Liste der Kulturdenkmäler in Remagen verzeichnet.